# Titus
Titus Flavius Vespasianus (n. 30 decembrie 39 d.Hr., Roma, Imperiul Roman – d. 13 septembrie 81 d.Hr., Aquae Cutiliae⁠(d), Lazio, Regatul Italiei) a fost împărat roman în perioada 79-81.

## Biografie
Născut la Roma, fiul lui Vespasian, a fost proclamat în 69 caesar, devenind din 71, în calitate de prefect al pretoriului, coregent al imperiului. S-a remarcat în războiul din Iudeea cucerind în august 70, după un îndelungat asediu, Ierusalimul, centrul răscoalei antiromane a iudeilor. Ponderat, în relații bune cu Senatul, va fi prezentat de tradiția istorică ca unul dintre cei mai buni împărați (Amor et deliciae generis humani).
A sprijinit înflorirea literaturii și artelor, contribuind la îmbogățirea Cetății Eterne cu monumente de o deosebită trăinicie și frumusețe –Flavium amphiteatrum, cel mai mare amfiteatru roman, cu o capacitate de cca. 50.000 de locuri, inaugurat în 80, cunoscut din evul mediu sub denumirea de Colloseum, termele și Arcul lui Titus.
În timpul domniei sale o puternică erupție a Vezuviului acoperă sub un strat de lavă și cenușă trei orașe din Campania –Pompei, Herculaneum și Stabiae (august 79) –calamitate în care își găsesc moartea cca. 15.000 de oameni. Îl urmează la tron fratele său, Domițian, desemnat de Titus la 23 iunie caesar și succesor.

## BTS
- Suetonius -Viața lui Titus
- De Imperatoribus Romanis Titus